# Meioniet

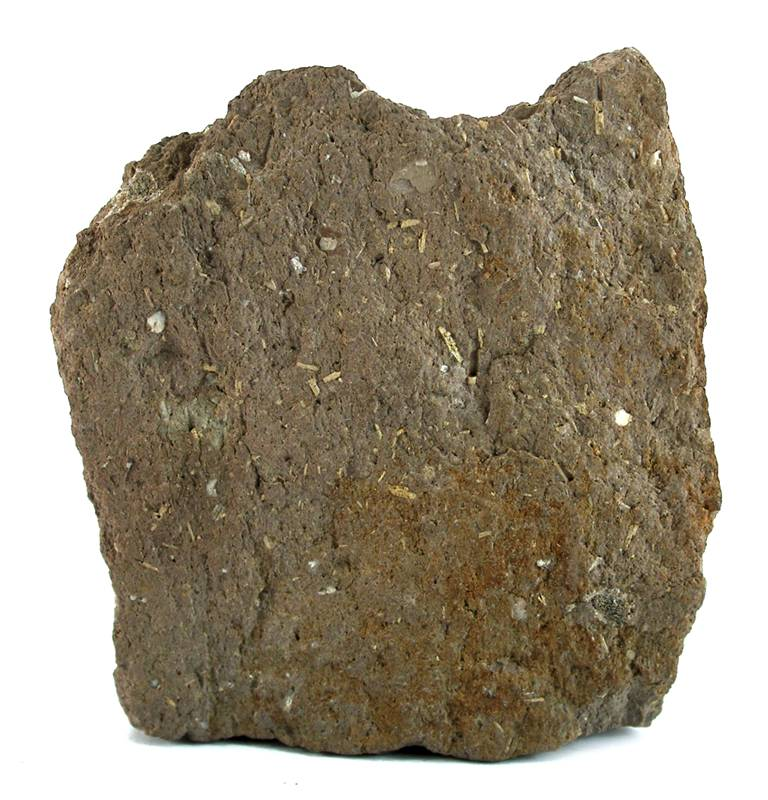

Het mineraal meioniet is een calcium-aluminium-carbonaat-silicaat met de chemische formule Ca4Al6Si6O24(CO3). Het mineraal behoort tot de tectosilicaten.

## Eigenschappen
Het kleurloze, groenige, blauwige, bruinige of paarse meioniet heeft een glasglans, een witte streepkleur en splijting vindt plaats volgens een onbekend kristalvlak. De gemiddelde dichtheid is 2,69 en de hardheid is 5 tot 6. Het kristalstelsel is tetragonaal en het mineraal is niet radioactief.

## Naamgeving
De naam van het mineraal meioniet is afgeleid van het Griekse woord voor "minder", referend aan de piramide-vorm die bij meioniet minder ontwikkeld is dan bij vesuvianiet.

## Voorkomen
Het mineraal meioniet is een mineraal dat voorkomt in spleten in kalksteen. Het vormt een reeks met marialiet. De typelocatie is de Monte Somma, Vesuvius, Italië.